# Хлорэтиламинофенацетилпарааминобензойная кислота
Пафенцил (хлорэтиламинофенацетилпарааминобензойная кислота) — цитостатический противоопухолевый химиопрепарат алкилирующего типа действия. Производное бис-бета-хлорэтиламина. Пара-[бис-(b-Хлорэтил)-амино]-фенацетил-парааминобензойная кислота.

## Физико-химические свойства
Белый с кремоватым оттенком кристаллический порошок. Практически нерастворим в воде. По химической структуре близок к лофеналу.

## Фармакологическое действие
Оказывает противолейкозное действие.

## Показания к применению
Хронический лимфолейкоз; лимфосаркома; лимфогранулематоз. Хлорэтиламинофенацетилпарааминобензойную кислоту назначают как в комбинации с другими препаратами, так и в монотерапии для поддерживающего лечения.

## Способ применения
Внутрь в суточной дозе от 50 до 100 мг в 2-4 приема с интервалом 4-6 ч ежедневно. В случае быстрого уменьшения числа лейкоцитов принимают 2-3 раза в неделю. Курсовая доза — 600-3000 мг (в среднем 1500 мг на курс). В отдельных случаях повышают курсовую дозу до 4000 мг. При хроническом лимфолейкозе суточные дозы не должны превышать 75 мг, а курсовые — 1000—1200 мг. До начала лечения и 2 раза в неделю во время лечения проводят полный анализ крови. К концу курса лечения число лейкоцитов исследуют через день. После основного курса лечения назначают поддерживающую терапию (50-75 мг 1-2 раза в неделю) под контролем состояния кроветворения.

## Побочные действия
Возможно угнетение костномозгового кроветворения с развитием лейкопении, тромбоцитопении, анемии. Могут наблюдаться понижение аппетита, тошнота, рвота.

## Противопоказания
Терминальная стадия онкологического заболевания. Исходно глубокое угнетение нормального гемопоэза — число тромбоцитов ниже 100 * 10^9 клеток/л и гранулоцитов менее 1,5 * 10^9 клеток/л. Тяжёлые заболевания почек и печени со значительным снижением их функции.